# Admiral Nachimow (Schiff, 1925)

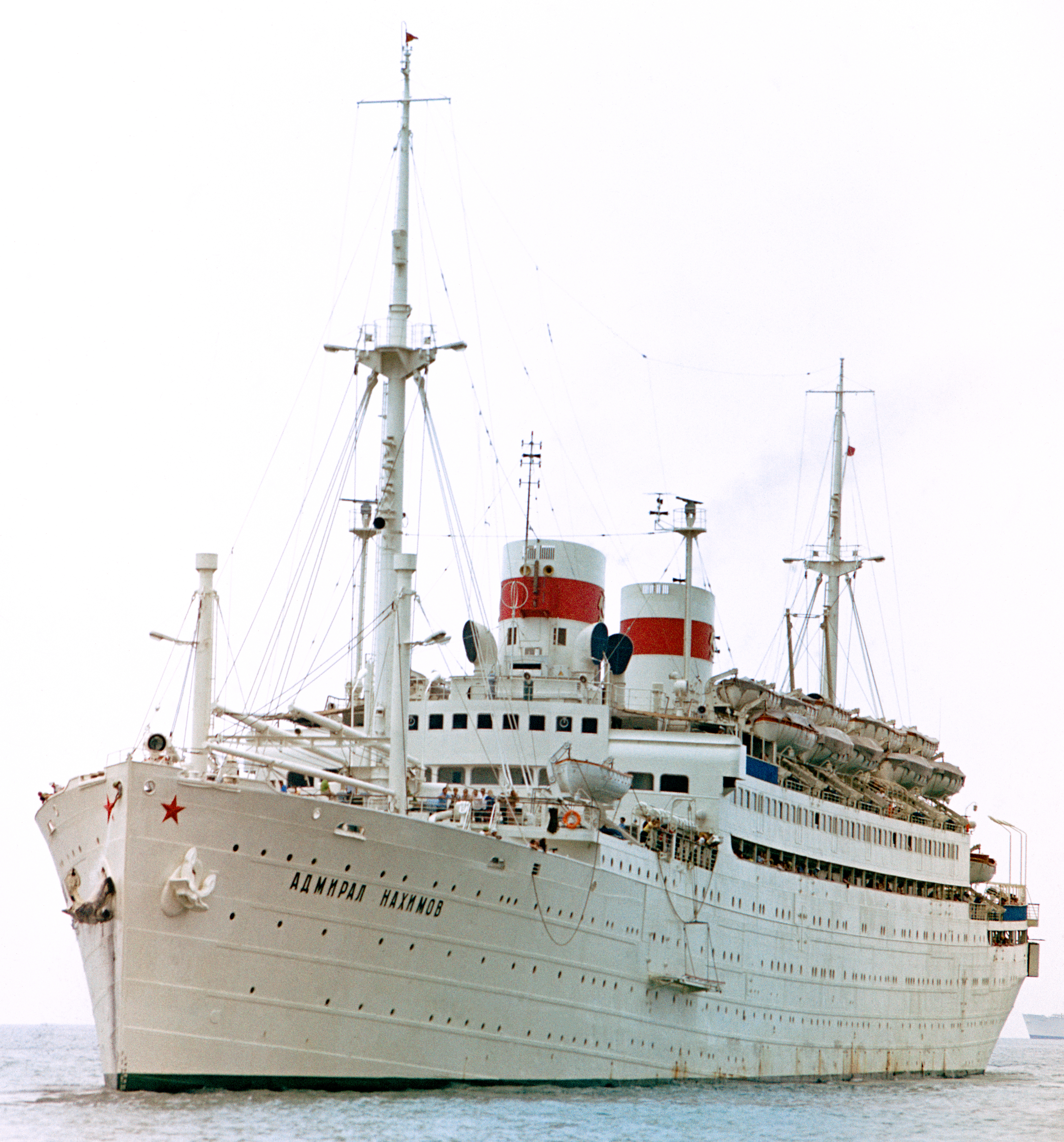
Die Admiral Nachimow

Die Admiral Nachimow (russisch Адмирал Нахимов, im Register eingetragen als Admiral Nakhimov) war ein ursprünglich deutsches, später sowjetisches Passagierschiff.
Das Schiff wurde 1925 vom Norddeutschen Lloyd unter dem Namen Berlin in Dienst gestellt und auf dem Nordatlantik und für Kreuzfahrten eingesetzt. Es diente im Zweiten Weltkrieg als Lazarettschiff und sank 1945 vor Swinemünde.
In der DDR bis 1957 wiederhergerichtet, wurde das nunmehr Admiral Nachimow benannte und unter sowjetischer Flagge fahrende Schiff im Schwarzen Meer eingesetzt. Am 31. August 1986 kollidierte das Schiff vor  Noworossijsk im Schwarzen Meer mit einem Frachtschiff und sank innerhalb weniger Minuten, wobei 423 von 1234 Personen an Bord ums Leben kamen. Dies war das schwerste Schiffsunglück auf dem Schwarzen Meer in Friedenszeiten.

## Geschichte
Das Schiff wurde 1924/1925 auf der Bremer Vulkanwerft gebaut. Schon während des Baus versuchte der Norddeutsche Lloyd erfolglos, das Schiff an die konkurrierende Hamburg-Amerikanische Packetfahrt-Actien-Gesellschaft (HAPAG) weiterzuverkaufen, da man Überkapazitäten durch geringe Auslastung im Südamerikaverkehr hatte. So kam die Berlin am 26. September 1925 für den Norddeutschen Lloyd im Liniendienst auf der Route zwischen Bremen, Southampton, Cherbourg und New York in Dienst. Eingesetzt wurde sie anfangs neben der Columbus, den kleineren Nachkriegsbauten München, Stuttgart und Sierra Ventana sowie den Vorkriegsbauten Bremen, Lützow und Yorck. Der geplante Bau eines Schwesterschiffes unterblieb, da die Reederei günstig die von ihr ursprünglich bestellte Ormuz ankaufen konnte und als Dresden in Fahrt brachte. Die Auslastung der vorhandenen Schiffe im Liniendienst war unbefriedigend, so dass Kreuzfahrten zusätzlich angeboten wurden. Die Berlin führte ihre erste Kreuzfahrt von Bremerhaven am 4. Januar 1928 über Südirland nach Madeira und zu den Kanaren durch. Eine im gleichen Jahr angebotene vierwöchige Polarfahrt fiel allerdings aus.

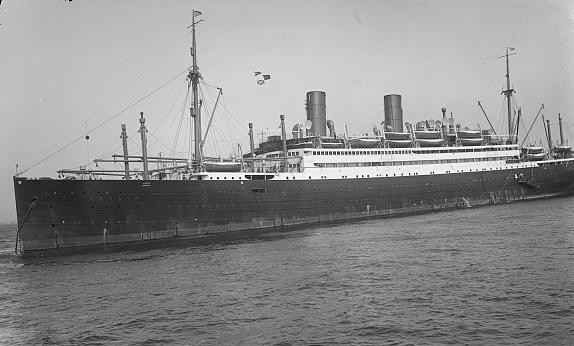
Die Berlin

Einer ihrer bekanntesten Kapitäne war 1927 Leopold Ziegenbein, der 1929 mit der Bremen das Blaue Band gewann.
Am 13. November 1928 rettete sie 23 Passagiere und Besatzungsmitglieder des am Vortag untergegangenen Passagierschiffes Vestris (10.494 BRT, 1912) der Reederei Lamport & Holt vor der Küste Virginias, dessen Kohlenbunker im Sturm voll Wasser gelaufen waren. Zusammen mit der American Skipper der United States Lines, dem Schlachtschiff Wyoming der US-Marine und dem französischen Passagierdampfer Myriam konnten 213 Schiffbrüchige von den 325 Menschen an Bord gerettet werden.
Schon 1929 erfolgte der erste Umbau der Passagiereinrichtung der Berlin, die weiterhin etwas über 1000 Passagiere befördern konnte. Ein weiterer Umbau 1932 reduzierte die Kapazität dann auf 879 in drei Klassen (257 Kabinen-, 261 Touristen- und 361 III. Klasse). Das Schiff blieb auf dem Nordatlantik und für Kreuzfahrten im Einsatz, die zum Teil auch von New York nach Westindien führten. Ab Ende 1933 erfolgten ihre Abfahrten im Nordatlantikdienst in der Regel ab Cuxhaven, da die NS-Regierung inzwischen die beiden deutschen Großreedereien zu einem gemeinsamen Dienst gezwungen hatte. 1937 setzte der NDL sie anlässlich seines Jubiläums nochmals zu einer 18-tägigen Kreuzfahrt nach Madeira ein, auf der 4440 Seemeilen zurückgelegt wurden.
Daneben wurde die Berlin auch ab 1934 an die Kraft-durch-Freude-Organisation verchartert. Das im Winter 1938 aufgelegte Schiff machte im Mai 1939 noch zwei letzte KdF-Kreuzfahrten.

### Einsatz im Zweiten Weltkrieg
Dann charterte die Kriegsmarine die Berlin. Am 17. Juli 1939 ereignete sich auf dem Weg zur Übergabe vor Swinemünde eine Kesselexplosion, die 17 Menschenleben forderte. Nach Reparatur und Umbau bei Blohm & Voss diente das Schiff ab 23. August 1939 im Zweiten Weltkrieg als Lazarettschiff. Es verfügte über fünf Fachabteilungen (Innere, Chirurgie, Augen, HNO, Mund und Kiefer) die mit Fachärzten im Reservistenstand besetzt waren. Es standen über 400 Betten zur Verfügung. Chefarzt war im September 1939 und erneut von April 1940 bis Juni 1942 der Marineoberstabsarzt d. R. Kurt Klippstein.
Das Schiff verlegte mit der ebenfalls zum Lazarettschiff hergerichteten Stuttgart des NDL sofort nach Danzig. Es wurde für Verwundetentransporte in der Ostsee und als schwimmendes Lazarett in Kopenhagen (ab Juli 1940) und ab 1941 (Angriff auf die Sowjetunion) im Neidenfjord bei Kirkenes zur Versorgung von Verwundeten an der Murmansk-Front eingesetzt.
Am 7. August 1944 beförderte das Lazarettschiff Berlin bei der Räumung Estlands durch die Wehrmacht 1513 Verwundete von Riga nach Swinemünde. Ab 1944 diente es in Gotenhafen als Wohnschiff. Ende Januar 1945 wurde es für Flüchtlingstransporte genutzt. Am 31. Januar erhielt das Schiff bei Swinemünde zwei Minentreffer, konnte allerdings den Hafen anlaufen und gab die Verwundeten und Flüchtlinge an Land. Am 1. Februar 1945 lief es wieder nach Pillau aus, erlitt fast an selber Stelle einen weiteren Minentreffer und sank auf den flachen Meeresgrund. Es soll dabei nur ein Todesopfer gegeben haben.

### In sowjetischen Diensten
1948 wurde die Berlin – wie auch die durch sowjetische Torpedierung gesunkenen Passagierdampfer Albert Ballin und Hamburg – auf Geheiß der sowjetischen Besatzungsmacht gehoben und nach Rostock geschleppt. Im September 1951 begann der Neuaufbau des Dampfers in der Warnowwerft Warnemünde, der erst 1957 abgeschlossen war. Das Schiff erhielt neue, etwas niedrigere und breitere Schornsteine, einen nunmehr weiß gestrichenen Rumpf und einen geschlossenen oberen Promenadengang. Ansonsten äußerlich unverändert, wurde die frühere Berlin bei der sowjetischen Baltijskoje Morskoje Parochodstwo (Балтийское морское пароходство; Ostseereederei) unter dem Namen Admiral Nachimow wieder in Dienst gestellt. Das Schiff war nach dem russischen Marineoffizier Pawel Stepanowitsch Nachimow benannt.
Das Schiff wurde am 2. Mai 1957 der Sowjetunion übergeben und lief zu seinem neuen Heimathafen Odessa aus. In den Sommermonaten fuhr es nun im Liniendienst zwischen Odessa, der Krim und Batumi, und im Winter machte es Kreuzfahrten im Schwarzen Meer. Mit der Möglichkeit, bis zu 1000 Passagiere zu befördern, war die Admiral Nachimow das nach Passagierkapazität größte Passagierschiff der sowjetischen Schwarzmeer-Seereederei. 1978 kehrte die ehemalige Berlin – 40 Jahre nach ihrer letzten Atlantiküberquerung – noch einmal auf den Atlantik zurück, als sie Teilnehmer der XI. Weltfestspiele der Jugend und Studenten von Odessa nach Havanna und zurück beförderte.

## Untergang
Am 31. August 1986 verließ die Admiral Nachimow gegen 22 Uhr Moskauer Zeit den Hafen von Noworossijsk in Richtung Sotschi. An Bord befanden sich 897 Passagiere und 346 Besatzungsmitglieder. Kapitän war Wadim Markow.
Kurz nach dem Auslaufen bemerkte die Brückenbesatzung, dass sich der 18.604 BRT große Massengutfrachter Pyotr Vasev unter Kapitän Wiktor Tkatschenko auf Kollisionskurs mit der Admiral Nachimow befand. Die Pyotr Vasev wurde über Funk gewarnt und kündigte daraufhin eine Kursänderung an. Es fand jedoch kein Ausweichmanöver statt. In trügerischer Sicherheit verließ Markow die Brücke und überließ dem zweiten Offizier Alexander Tschudnowski das Steuer. Gegen 23 Uhr bat Tschudnowski die Pyotr Vasev erneut um eine Änderung des Kurses, die jedoch wiederum nicht stattfand, und entschied sich zu einer eigenen Kursänderung um 10° nach Backbord. Um 23:10 Uhr forderte Tschudnowski die Pyotr Vasev auf, sofort volle Kraft zurückzufahren, und befahl selbst einen harten Kurswechsel.

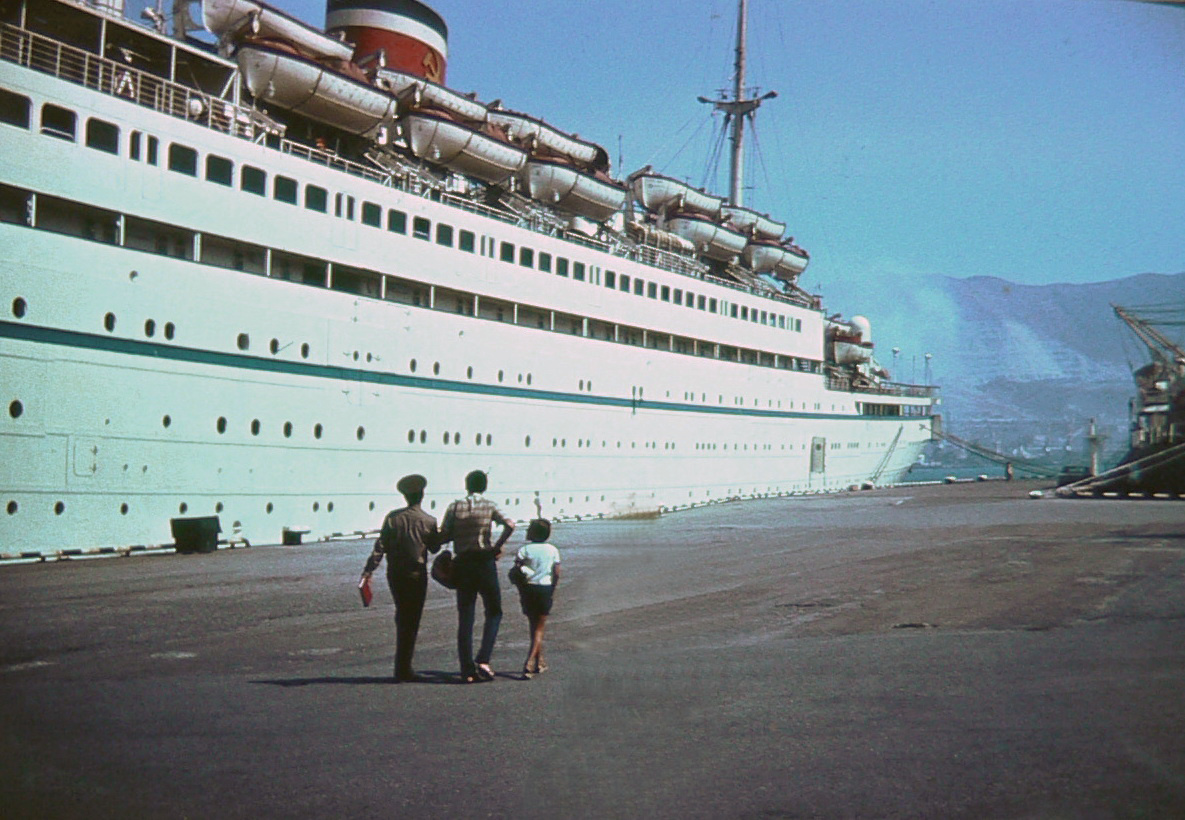
Die Admiral Nachimow kurz vor dem Unglück, in Noworossijsk, 31. August 1986

Diese Maßnahmen kamen jedoch zu spät, sodass um 23:12 Uhr die Pyotr Vasev mit zirka 5 Knoten (9 km/h) in die Steuerbordseite der Admiral Nachimow fuhr, was ein 84 m² großes Loch in die Bordwand zwischen Kessel- und Maschinenraum riss. Die Admiral Nachimow bekam Schlagseite und sank in nur sieben Minuten, was keine Zeit zum Aussetzen von Rettungsbooten ließ. Hinzu kam, dass wegen eines Stromausfalls infolge der Kollision viele Passagiere unter Deck orientierungslos waren.
Zehn Minuten nach dem Sinken trafen erste Rettungsfahrzeuge am Unglücksort, 44° 35′ 59″ N, 37° 52′ 54″ O, ein. Auch die nicht allzu schwer beschädigte Pyotr Vasev leistete Hilfe. Insgesamt wurden 836 Personen aus dem Wasser gezogen, von denen jedoch einige später an Verletzungen starben. Insgesamt kamen bei dem Unglück 423 Menschen ums Leben, 64 Besatzungsmitglieder und 359 Passagiere.

## Untersuchung

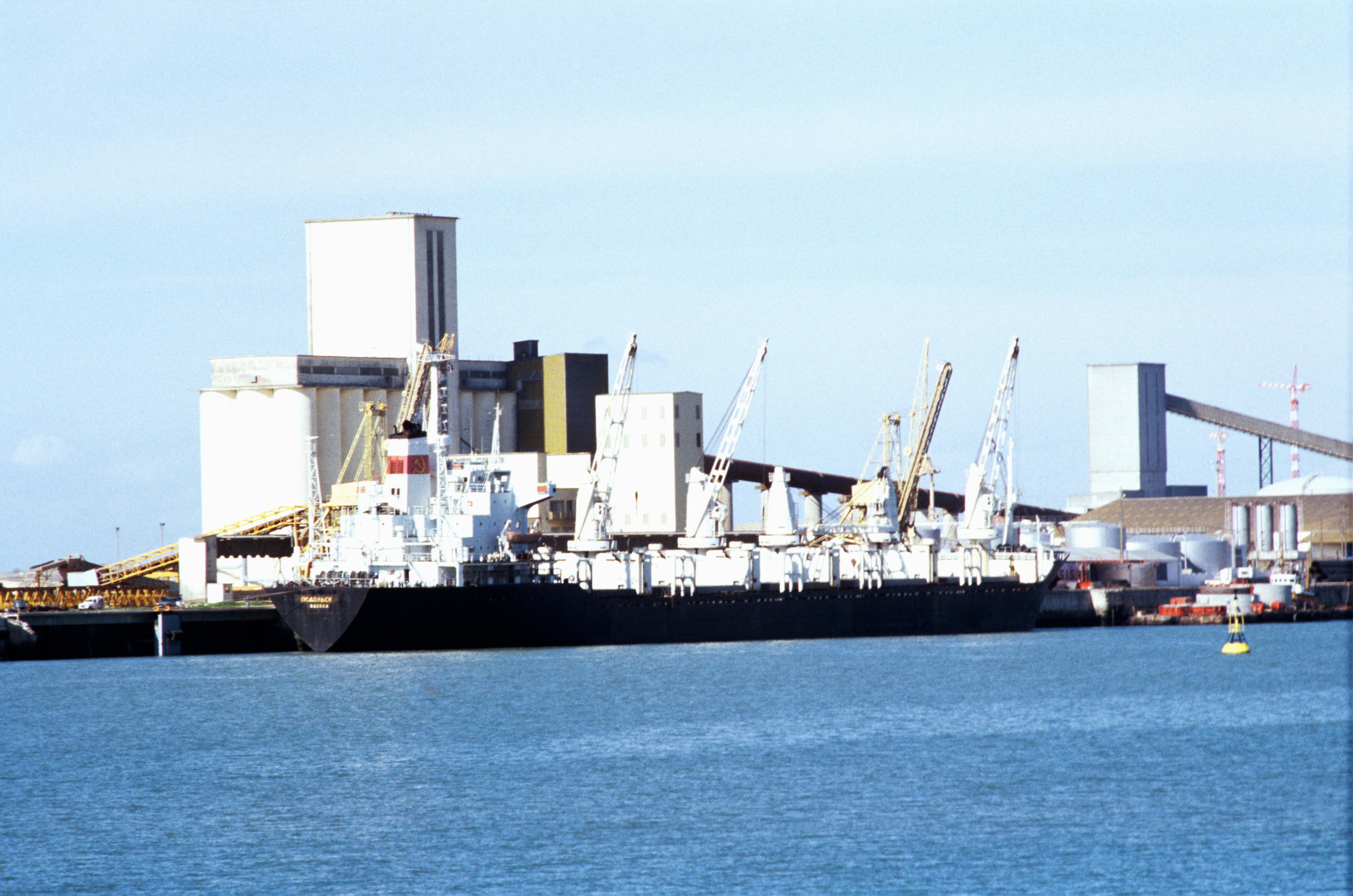
Die ehemalige Pyotr Vasev als Podolsk (1987)

Eine Untersuchungskommission kam zu dem Schluss, dass schweres Fehlverhalten der beiden Kapitäne Markow und Tkatschenko zu dem Unglück geführt hatte. Tkatschenko hatte keinerlei Maßnahmen ergriffen, um eine sichere Passage der Admiral Nachimow zu ermöglichen. Markow wurde Abwesenheit von der Brücke vorgeworfen. Beide Kapitäne wurden zu einer Haftstrafe von 15 Jahren verurteilt, jedoch 1992 begnadigt.
Das Unglück wurde am 1. September 1986 von der staatlichen Nachrichtenagentur TASS zunächst als „Havarie“ gemeldet. Nach dem angeblichen Eingreifen von Michail Gorbatschow wurden allerdings am 2. September Details über den Untergang bekanntgegeben. Für die Auslandskorrespondenten internationaler Agenturen wurde am Nachmittag des Tages eine Pressekonferenz mit dem stellvertretenden Seefahrtsminister Leonid Nedjak abgehalten, die auch im sowjetischen Fernsehen übertragen wurde. Westliche Beobachter werteten diesen offenen Umgang mit der Katastrophe als eine Lehre aus dem Reaktorunglück von Tschernobyl im April des Jahres.
Das Wrack der Admiral Nachimow liegt zirka 4 Kilometer vor der Küste in 45 Metern Tiefe. Die Pyotr Vasev wurde repariert. Die Namen der Pyotr Vasev nach der Katastrophe lauten: 1986–1995 – Podolsk, 1995–2000 – Langeron, 2000–2003 – An an, 2003–2006 – Myroessa, 2006–2010 – Orbit, 2010–2012 – Jiajiaxin 1. Im Jahr 2012 wurde die ehemalige Pyotr Vasev ausgemustert und zerlegt.